# Denis Wright
Denis Wright (Londen, 22 februari 1895 – ?, 20 april 1967) was een Brits componist en dirigent.

## Leven
Wright studeerde muziek aan het Royal College of Music in Londen. In de Eerste Wereldoorlog deed hij dienst bij het militair. Daarna was hij muziekleraar in scholen. 
In 1925 kreeg hij het eerste contact met de brass-bandwereld toen hij met een originele compositie een wedstrijd won. Het was het werk Joan of Arc, dat als verplicht werk bestemd werd voor de Nationale Brassband Championships in Londen in hetzelfde jaar. In de loop van de jaren volgden zeven andere werken, die ook als zogenoemde testpiece bestemd werden: The White Rider (Nationale Brassband Championships, 1927), Overture for an Epic Occasion (Nationale Brassband Championships, 1945), Princess Nada (Open Brassband Championships, 1933), Music for Brass (Open Brassband Championships, 1948), Tam O'Shanter's Ride (Open Brassband Championships, 1956) en arrangementen van Johannes Brahms Akademische Festouvertüre en Ludwig van Beethoven Symfonie no. 5 (beide Open Brassband Championships).
Hij was verantwoordelijk voor de brass-band-afdeling bij de muziekuitgave Chappell & Co in Londen van 1930 tot 1936. Dan ging hij naar de British Broadcasting Corporation (BBC) en was daar van 1936 tot 1966. Gedurende deze periode schreef hij voor orkest, voornamelijk voor gebruik tijdens de BBC Light Music Festivals in 1957 en 1958, en voor brass-band. 
Als dirigent was hij bezig in Australië, Nieuw-Zeeland en op het Europese continent. In 1951 was hij medeoprichter van de National Youth Brass Band of Great Britain. 
Als componist schreef hij meer dan 1000 werken, vooral voor brass-band, waarvan rond 800 gepubliceerd werden. 

## Composities (Selectie)

### Werken voor orkest
- Dance Suite, voor orkest, opus 17
- Sketches for Orchestra, voor strijkorkest
- Suite in 18th Century Style, voor strijkorkest

### Werken voor harmonieorkest en brass-band
- 1925 Joan of Arc, voor brass-band
- 1927 The White Rider, voor brass-band
- 1933 Princess Nada, voor brass-band
- 1935 Empire Jubilee March, voor harmonieorkest (ook voor brass-band)
- 1945 Ouverture for an Epic Occasion
- 1948 Music for Brass, voor brass-band
- 1956 Tam O'Shanter's Ride - The Passing Hours, symfonische sketch voor brass-band
- A Handelian Suite, voor brass-band
- Atlantik
- Carol Sinfonietta, voor brass-band
- Casino Carnival & Cornish Holiday, voor brassband
- Columbine, caprice voor brass-band
- Concerto, voor cornet en brass-band
- Deep Harmony
- Glastonbury Overture, voor brass-band
- Salzburg Suite, voor brass-band
- Suite in Handelian style
- The Passing Hours, suite voor fanfareorkest en brassband
- The Sea
- Tintagel, symfonisch gedicht voor brass-band
- Trio Concerto, voor cornet, trombone en eufonium met brass-band
  1. Prelude (Allegro Energico)
  2. Elegy (Poco Lento)
  3. Finale (Allegro)

### Werken voor koor
- 1925 Pibroch of Donuil Dhu, voor gemengd koor (SATB)

### Vocale muziek
- 1930 Two Passiontide Songs, voor solozang

### Kamermuzek
- Romantica, voor koperkwartet

## Publicaties
- Denis Wright: Scoring for Brass Band. London. 1967
- Denis Wright: The Brass Band Conductor. London

- Bibsys: 3045055
- Bibliothèque nationale de France: cb139470746 (data)
- CiNii: DA11457063
- Gemeinsame Normdatei: 1047832739
- International Standard Name Identifier: 0000 0000 8412 9813
- Library of Congress Control Number: no89006817
- Nationale Bibliotheek van Letland: 000039491
- MusicBrainz: 640026e2-25c1-4eb1-bacd-d6bd078ae04b
- Nationale Bibliotheek van Israël: 987007404938405171
- Nederlandse Thesaurus van Auteursnamen: 087846799
- Trove: 854397
- Virtual International Authority File: 116116383
- WorldCat: E39PBJrwRxBxptRKWKQM7Rptrq